# Велика Кам'янка (притока Томаківки)
Вели́ка Кам'янка — річка в Нікопольському районі Дніпропетпровської області, права притока Томаківки (басейн Дніпра).

## Опис
Довжина річки 14 км, похил річки — 2,5 м/км. Формується з декількох безіменних струмків та багатьох водойм. Площа басейну 108 км².

## Розташування
Бере початок на південно-східній стороні від села Сергіївка. Тече переважно на південний схід і у місті Марганець впадає в річку Томаківку.
Населені пункти вздовж берегової смуги: Борисівка, Марганець.
Річку перетинають автошляхи Т 0435 Н23